# Cathy O’Donnell
Cathy O'Donnell (ur. 6 lipca 1923 w Siluria; zm. 11 kwietnia 1970 w Los Angeles) – amerykańska aktorka. 

## Życiorys
Jej rodzina wywodziła się z Irlandii. Opuściła rodzinne miasto, szkołę średnią oraz college ukończyła w Oklahomie. Studiowała na American Academy of Dramatic Arts. Jej ekranowym debiutem była rola Wilmy Cameron w filmie Najlepsze lata naszego życia w 1946 roku. Podpisała kontrakt z Samuelem Goldwynem. Był to początek jej kariery. W 1948 roku, w wieku 23 lat wyszła za Williama Wylera, starszego od niej o 25 lat. To doprowadziło do zerwania kontraktu z Goldwynem. Kariera aktorki przygasła, a ona sama poświęciła się życiu rodzinnemu. O'Donnell zmarła w 1970 roku, w wieku 46 lat. Śmierć była wynikiem wylewu krwi do mózgu, spowodowanego chorobą nowotworową. Ostatni film, w jakim zagrała to Ben-Hur.

## Filmografia
- 1946: Najlepsze lata naszego życia
- 1947: They Live by Night
- 1950: Side Street
- 1951: Opowieści o detektywie
- 1959 Ben-Hur